# Alba Iulia
Alba Iulia là một đô thị thuộc hạt Alba, România. Dân số thời điểm năm 2002 là 66369 người.